# Alex Bruce
Alex Stephen Bruce (Norwich, Anglia, 1984. szeptember 28. –) északír válogatott labdarúgó, aki jelenleg a Wigan Athletic hátvédje. Édesapja, Steve Bruce korábban a Manchester United legendás játékosa volt, jelenleg edzőként dolgozik.

## Pályafutása

### Kezdeti évek
Bruce Norwich-ban született, de hároméves korában Greater Manchester megyébe költözött a családjával, amikor édesapja a Norwich Citytől a Manchester Unitedhez igazolt. Később ő is a Manchester United ifiakadémiáján kezdett el futballozni, de 16 évesen eltanácsolták a csapattól. Ezután a Blackburn Rovershez került, ahol 2002-ben megkapta első profi szerződését. Tagja volt annak a csapatnak, mely a 2002/03-as szezonban megnyerte az ifibajnokságot. Később kölcsönvette az Oldham Athletic, ahol 2004. december 26-án, a Hartlepool United ellen lejátszotta pályafutása első profi meccsét. 2005. január 8-án ő is pályán volt volt, amikor az Oldham meglepetésre kiejtette a Manchester Cityt az FA Kupából. 2005. január 27-én ingyen leigazolta a Birmingham City, ahol édesapja, Steve Bruce volt menedzser.
Miután az Oldhamnél lejárt a kölcsönszerződése, a Sheffield Wednesday kölcsönvette a szezon végéig, ahol segített a csapatnak kivívni a feljutást a másodosztályba. Bruce teljesítménye meggyőzte a Tranmere Rovers menedzserét, Brian Little-t, aki a 2005/06-os szezon első felére kölcsönvette. Később azonban közös megegyezés alapján felbontották a kölcsönszerződését.
Miután visszatért a Birmingham Cityhez, néhány alkalommal pályára léphetett az első csapatban. Többek között egy Liverpool elleni FA Kupa-meccsen is lehetőséghez jutott, ahol csapata 7-0-ra kikapott. A Birmingham kiesett a Premier League-ből. Bruce-t több olyan vád érte, hogy csak édesapja miatt lehetett tagja a csapatnak, melyek látszólag a teljesítményére is rányomták a bélyegüket, ezért pályafutása szempontjából azt tartotta a legjobbnak, ha olyan klubhoz igazol, ahol nem édesapja a menedzser.

### Ipswich Town
2006 nyarán az Ipswich Town ingyen leigazolta Bruce-t, hároméves szerződést kötve vele. 2008 novemberében egyes hírek szerint figyelte az olasz Fiorentina, miután az ír szövetségi kapitány, Giovanni Trapattoni beajánlotta. Október 24-én, korábbi csapata, a Birmingham City ellen megszerezte első gólját. 2009 májusában új, kétéves szerződést kötött csapatával, ezzel véget vetve a jövőjével kapcsolatos találgatásoknak. A 2009/10-es szezon elején megkapta a csapatkapitányi karszalagot, mivel Gareth McAuley sérült volt. Később a menedzser, Roy Keane azt mondta, hogy McAuley felépülése után is Bruce marad a kapitány. Később azonban elvesztette helyét a kezdőcsapatban.
2010. február 1-jén a szezon végéig kölcsönvette a Leicester City. Elmondása szerint örült az új lehetőségnek és az új kihívásnak. Hat nappal később, egy Blackpool elleni meccsen mutatkozott be, a hosszabbításban csereként beállva. Kezdőként játszott első mérkőzésén sérvet kapott, ami miatt meg kellett operálni és hetekig nem játszhatott. Az idény utolsó három meccsére tért vissza, Jack Hobbsszal játszva a védelem közepén. Csapata bejutott a feljutásért vívott rájátszásba, de az elődöntőben kikapott a Cardiff Citytől.

### Leeds United
2010 júliusában úgy tűnt, hogy Bruce a Sheffield Unitedhez igazol, de az üzlet végül nem jött létre. A hírek szerint a két klub nem tudott megegyezni a 200 ezer fontos átigazolási összeg kifizetési módjáról. Július 30-án végül a másodosztályú Leeds United igazolta le, ismeretlen összeg ellenében, kettő plusz egyéves szerződést kötve vele. Augusztus 10-én, egy Lincoln City elleni Ligakupa-meccsen mutatkozott be, kezdőként pályára lépve. Második meccsét szintén a Ligakupában játszotta, korábbi csapata, a Leicester City ellen.
A bajnokságban szeptember 17-én, a Doncaster Rovers ellen játszhatott először, hozzásegítve csapatát, hogy kapott gól nélkül zárja a meccset. Első gólját egy Preston North End ellen 6-4-re elvesztett mérkőzésen szerezte. 2011 januárjában tagja volt annak a csapatnak, mely kis híján kiejtette az Arsenalt az FA Kupából. Miután a Leeds február végén három meccsen nyolc gólt kapott, Bruce kikerült a kezdőből és a szezon során nem kapott több játéklehetőséget.
A 2011/12-es idény előtt több barátságos mérkőzésen is pályára lépett, de a szezon első hónapjairól egy bokasérülés miatt lemaradt. 2011. november 24-én kölcsönvette a harmadosztályú Huddersfield Town, január 2-ig. December 10-én, egy Bournemouth elleni mérkőzésen mutatkozott be. Még két meccsen játszott, mielőtt a Leeds United visszahívta volna Tom Lees sérülése miatt. Január 2-án, a Burnley ellen csaknem egy év után lehetett újra kezdő. A téli átigazolási időszakban szóba hozták a Los Angeles Galaxyvel, de nem történt meg az átigazolás. Az idény végén lejárt a szerződése, Neil Warnock menedzser pedig nem hosszabbított vele, így távozott a klubtól.

### Hull City
2012. július 30-án kétéves szerződést kötött az apja által irányított Hull Cityvel. Fontos tagja volt a csapatnak, mely a 2012/13-as szezonban feljutott a Premier League-be. 2014. május 17-én kezdőként lépett pályára az Arsenal elleni FA Kupa-döntőn, ahol csapata 3-2-re kikapott. 2015. október 20-án, az Ipswich Town ellen megszerezte első gólját a Hull színeiben.

## Válogatott pályafutása
Bruce apai nagyanyja Bangorban, Észak-Írországban született, így az angol mellett az ír és az északír válogatottat is választhatta. Meghívót kapott az északír U21-es válogatottba, de úgy döntött, hogy inkább Írországot szeretné képviselni válogatott szinten. 2006 februárjában, Svédország ellen mutatkozott be az U21-es ír válogatottban. 2006 novemberében az ír B válogatottban is szerepelt, Skócia ellen.
2007. május 23-án, Ecuador ellen a felnőtt válogatottban is lehetőséget kapott. 2011 júliusában úgy döntött, hogy mégis inkább északír válogatott lenne. Lehetősége volt a váltásra, mivel az ír válogatottban csak barátságos mérkőzéseken szerepelt. 2013. február 6-án, egy Málta elleni barátságos meccsen mutatkozott be az északír válogatottban.

## Magánélete
Édesapja, Steve Bruce szintén hátvéd volt, legnagyobb sikereit a Manchester United játékosaként érte el. Gyerekkora óta jó barátok Kasper Schmeichellel, akinek apja, Peter Schmeichel együtt játszott Steve Bruce-szal a Manchester Unitedben. 2010 decemberében egy hóviharban autóbalesetet szenvedett, de nem sérült meg.

## Sikerei

### Sheffield Wednesday
- A Football League One rájátszásának győztese: 2004/05

### Hull City
- A Football League Championship második helyezettje: 2012/13
- Az FA Kupa ezüstérmese: 2014
- A Football League Championship rájátszásának győztese: 2015/16

## Külső hivatkozások
- Alex Bruce pályafutásának statisztikái a Soccerbase oldalon (angolul)

- Alex Bruce (angol nyelven). national-football-teams.com
- Alex Bruce (angol nyelven). worldfootball.net